# Louise Bertin
Louise Bertin   (Bièvres, 15 de gener de 1805 - 6è districte de París, 26 d'abril de 1877) va ser una compositora i poeta francesa.
El seu pare, Louis-François Bertin, i també el seu germà més endavant, van ser els editors del Journal des débats, un diari influent. Com a animada per la seva família, Louise va seguir la seva música. Va rebre lliçons de François-Joseph Fétis, que va dirigir una interpretació familiar privada de Guy Mannering, la primera òpera de Bertin, el 1825. Aquesta òpera, mai formalment produïda, va prendre la seva història del llibre del mateix nom, escrit per Sir Walter Scott. Dos anys després, la segona òpera de Bertin, Le Loup-garou, es representà a l'"Opéra-Comique".
A l'edat de 21, Bertin va començar a treballar en la òpera semi seria Faust al seu propi llibret en italià, sobre la base del Faust de Goethe, un tema gairebé amb tota seguretat suggerit pel seu pare. Una actuació de l'òpera completa va ser programada per a 1830. Tanmateix, a causa de moltes complicacions imprevistes, Faust no va arribar a l'escenari fins a un any després. No va ser ben rebuda i només va veure tres actuacions.
Poc abans d'això, Bertín es va fer amiga de Victor Hugo. El mateix Hugo havia esbossat una versió operística del seu llibre Notre-Dame de Paris (L'abandonament de Notre Dame) i entre els dos, va néixer l'òpera La Esmeralda, Hugo proporcionant el llibret. Bertin va ser l'única compositora que va col·laborar directament amb Hugo en una òpera. No obstant això, quan va començar la carrera de l'òpera el 1836, hi va haver acusacions contra Bertin i la seva família, afirmant que tenia privilegis especials a causa de la connexió del seu germà Armand amb l'administració del govern de l'òpera. Durant la setena representació, es va produir un motí i la cursa de La Esmeralda es va veure obligat a acabar, tot i que es va continuar interpretant una versió de l'òpera durant els tres anys següents. El compositor Hector Berlioz, que va ajudar a Bertin amb la posada en escena i producció de La Esmeralda, també va ser acusat de proporcionar la millor música d'aquest treball, càrrec que va negar vehement. En frustració, Bertin es va negar a escriure cap òpera. El 1837, Franz Liszt va transcriure la partitura orquestral del piano solista (S.476) i va realitzar una transcripció del piano del "Air chanté par Massol" (S.477).
Bertin, però, va continuar component en molts gèneres diferents. Les seves composicions posteriors inclouen dotze cantates, sis balades de piano, cinc simfonies de cambra, uns quants quartets de corda, un trio de piano (que inclou temes dels seus primers anys Faust i La Esmeralda), i moltes seleccions vocals. D'aquestes, només es van publicar les balades i el trio.

## Poesia
Bertin també va escriure i publicar dos volums de poesia, Les Glanes el 1842 i Nouvelles Glanes el 1876. El primer va rebre un premi de l'"Académie française". Bertin va morir a París un any després de la publicació de Nouvelles Glanes.

## Enregistraments
- La Esmeralda, amb Maya Boog (soprano); Manuel Núñez Camelino (tenor) com a Phoebus; Francesco Ellero d'Artegna (baix) com a Claude Frollo; i Frédéric Antoun (tenor) com Quasimodo; "Orchester national de Montpeller", dirigida per Lawrence Foster; Festival de Radio France et Montpeller; etiqueta: Acord.